# Кабинет медалей
Кабинет медалей (Cabinet des Médailles), или кабинет Франции (Cabinet de France) — неформальное название Отделения монет, медалей и древностей Национальной библиотеки Франции, которое считается старейшим во Франции музеем и занимает старинное здание библиотеки на рю Ришельё.
Пост хранителя королевских медалей и древностей ввёл король Карл IX. Каждый новый монарх расширял собрание камей, драгоценных камней и медалей, а также нумизматическую коллекцию, которая считалась богатейшей в Европе. В 1765 году своё собрание древностей завещал кабинету один из первых археологов, граф Келюс. После упразднения королевской власти в Кабинет медалей были переданы дохристианские артефакты из ризницы Сент-Шапели. В те годы кабинетом руководил один из основателей современной нумизматики, Теофиль Марион Дюмерсан. В 1846 году в кабинет поступил Гурдонский клад, в 1862 году — уникальное собрание греческих монет герцога Люиня.
Гордость собрания — золотой статер царя Бактрии Эвкратида I, весом в 169,2 г и диаметром 58 мм. Это самая крупная монета, отчеканенная в античности. Была куплена в 1867 г. нумизматическим кабинетом за 30 000 франков, что в ценах того времени равнялось 8,7 кг золота.

## Галерея

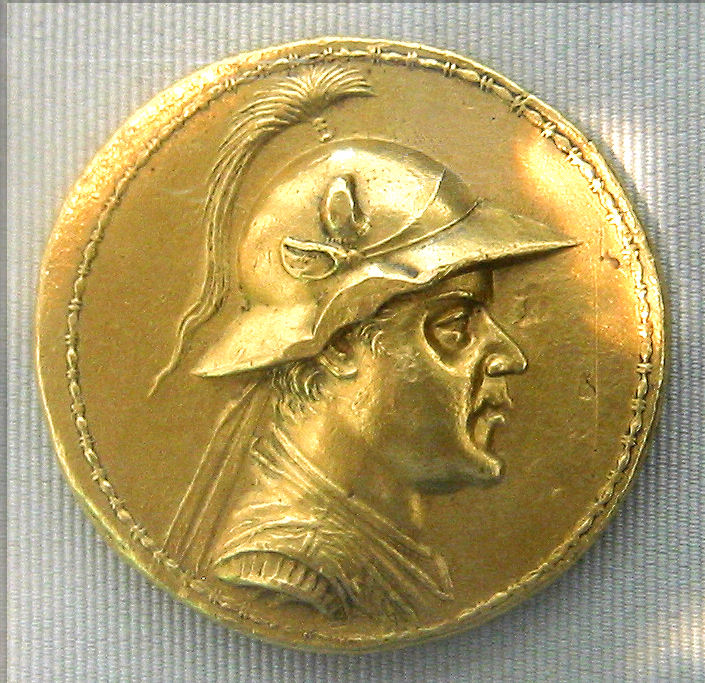
Самая крупная монета античности (II в. до н. э.)
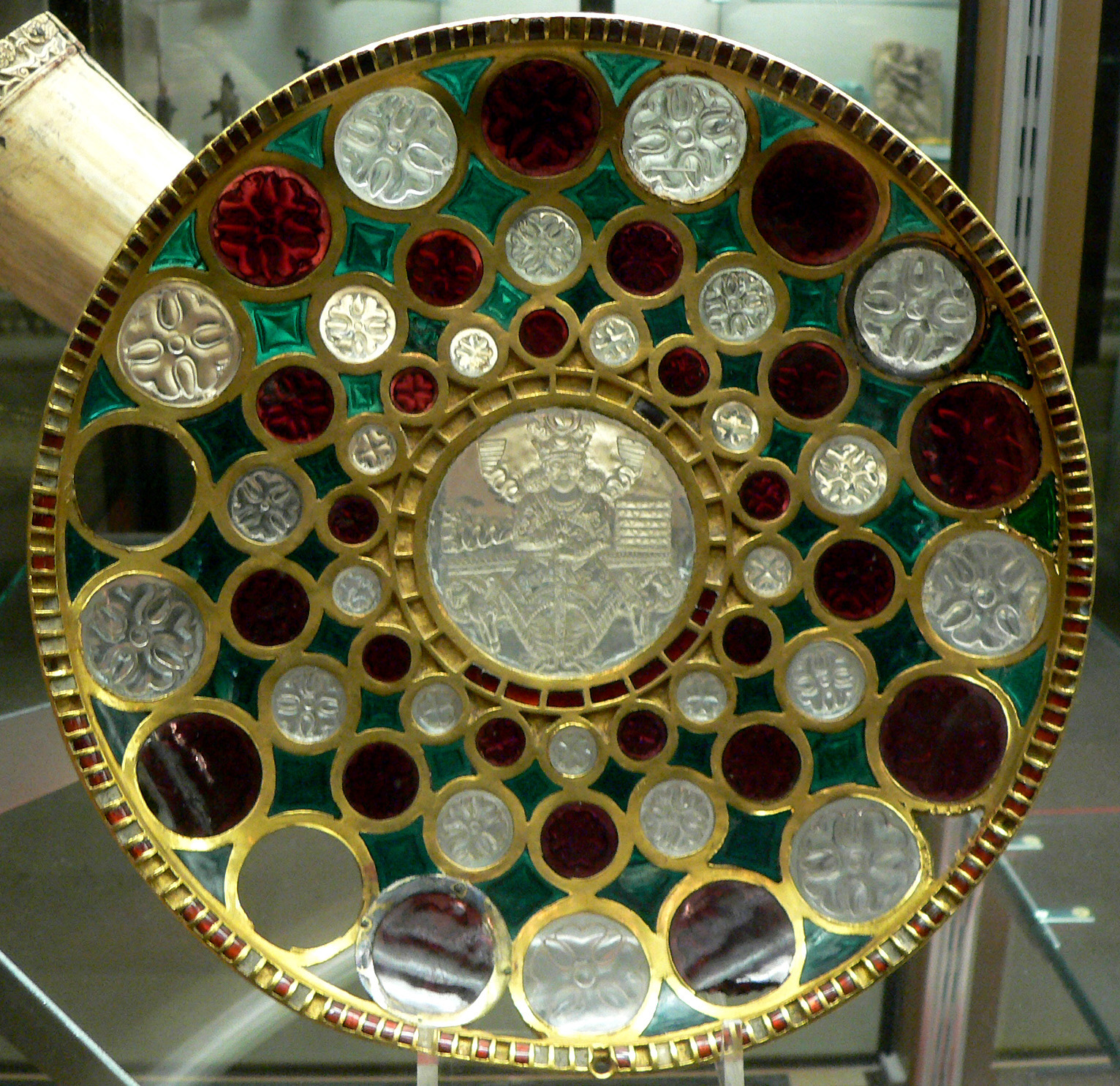
Блюдо царя Хосрова (т. н. блюдо Соломона)
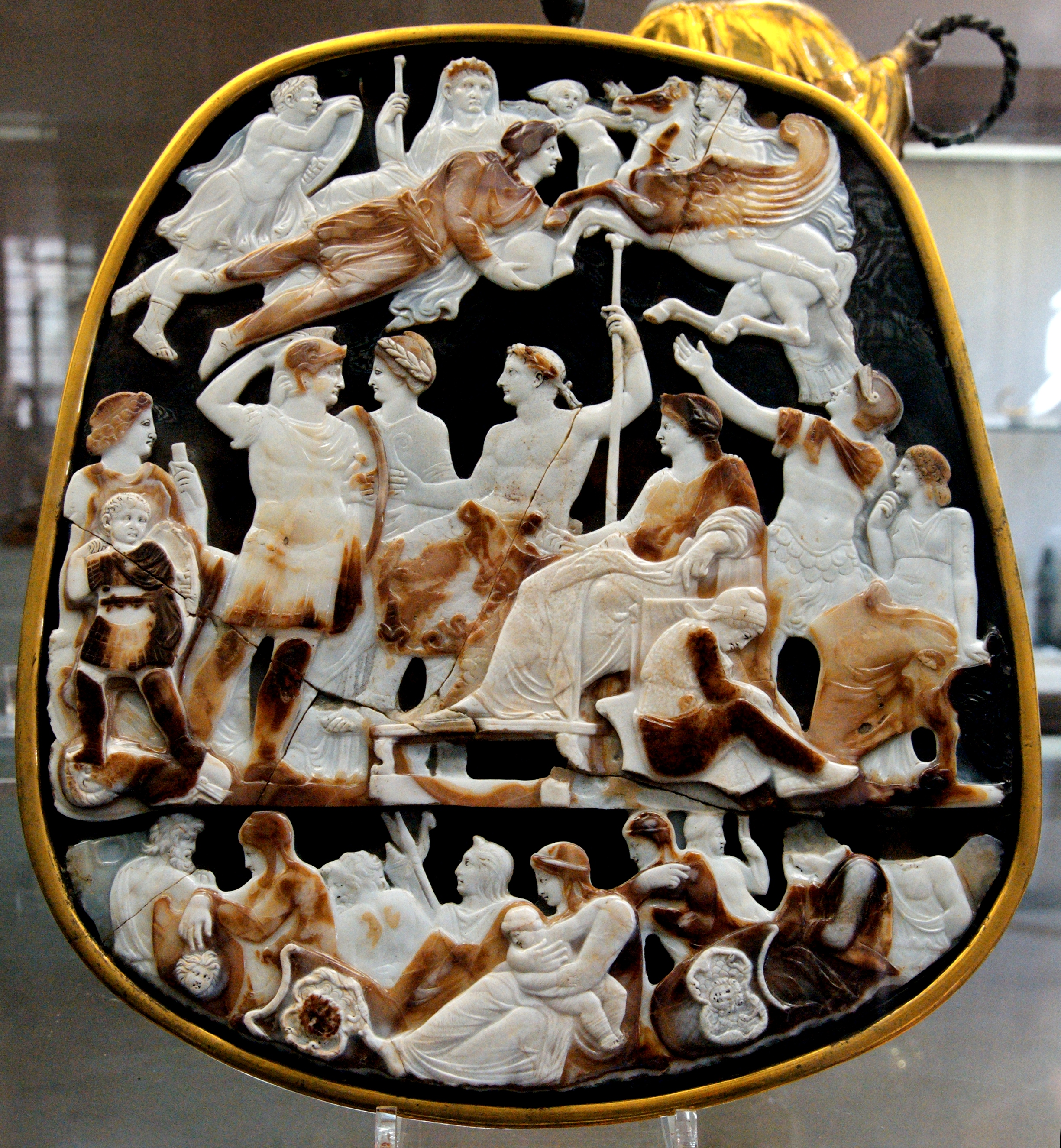
Большая камея Франции (I в. до н. э.)
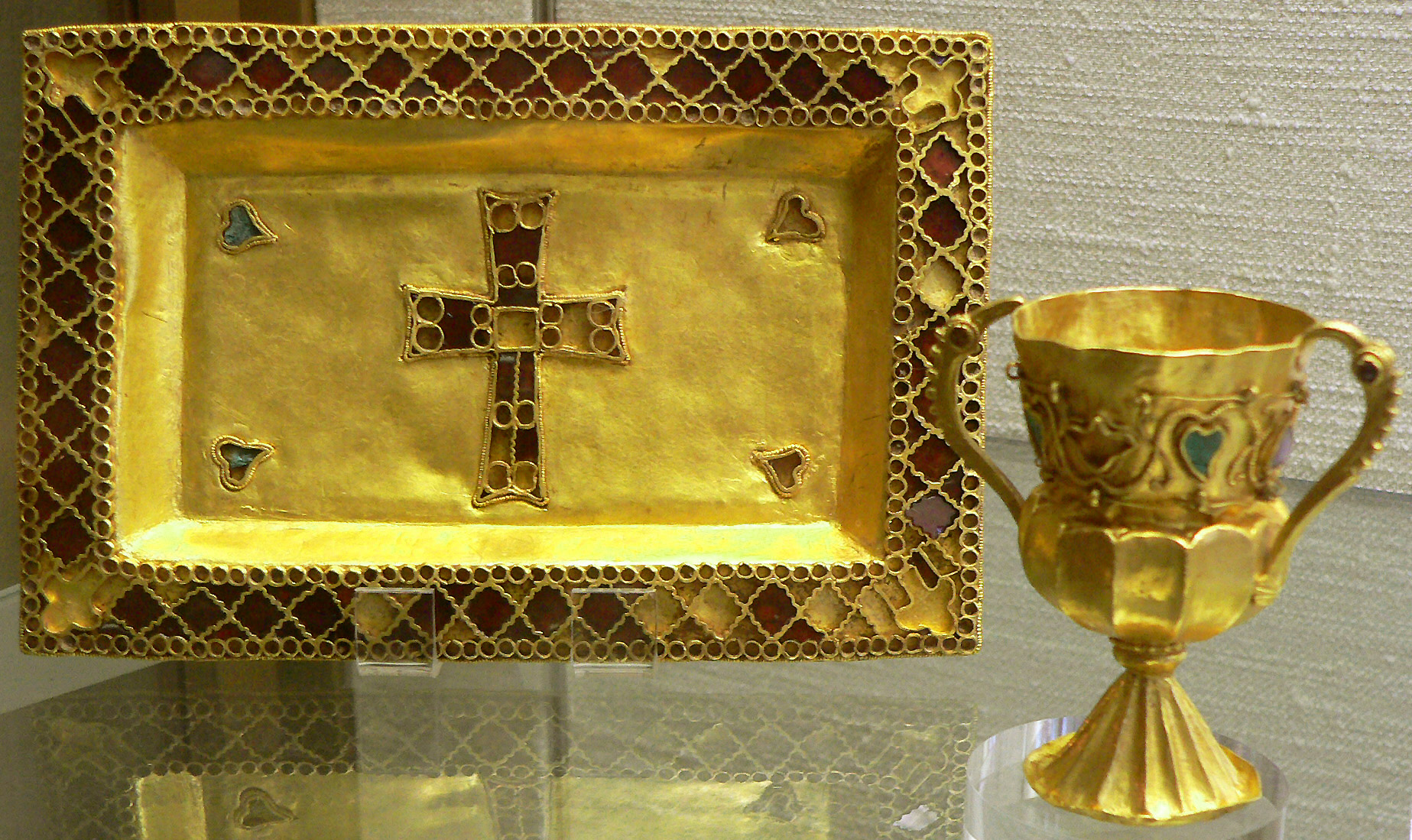
Гурдонский клад (V-VI вв.)
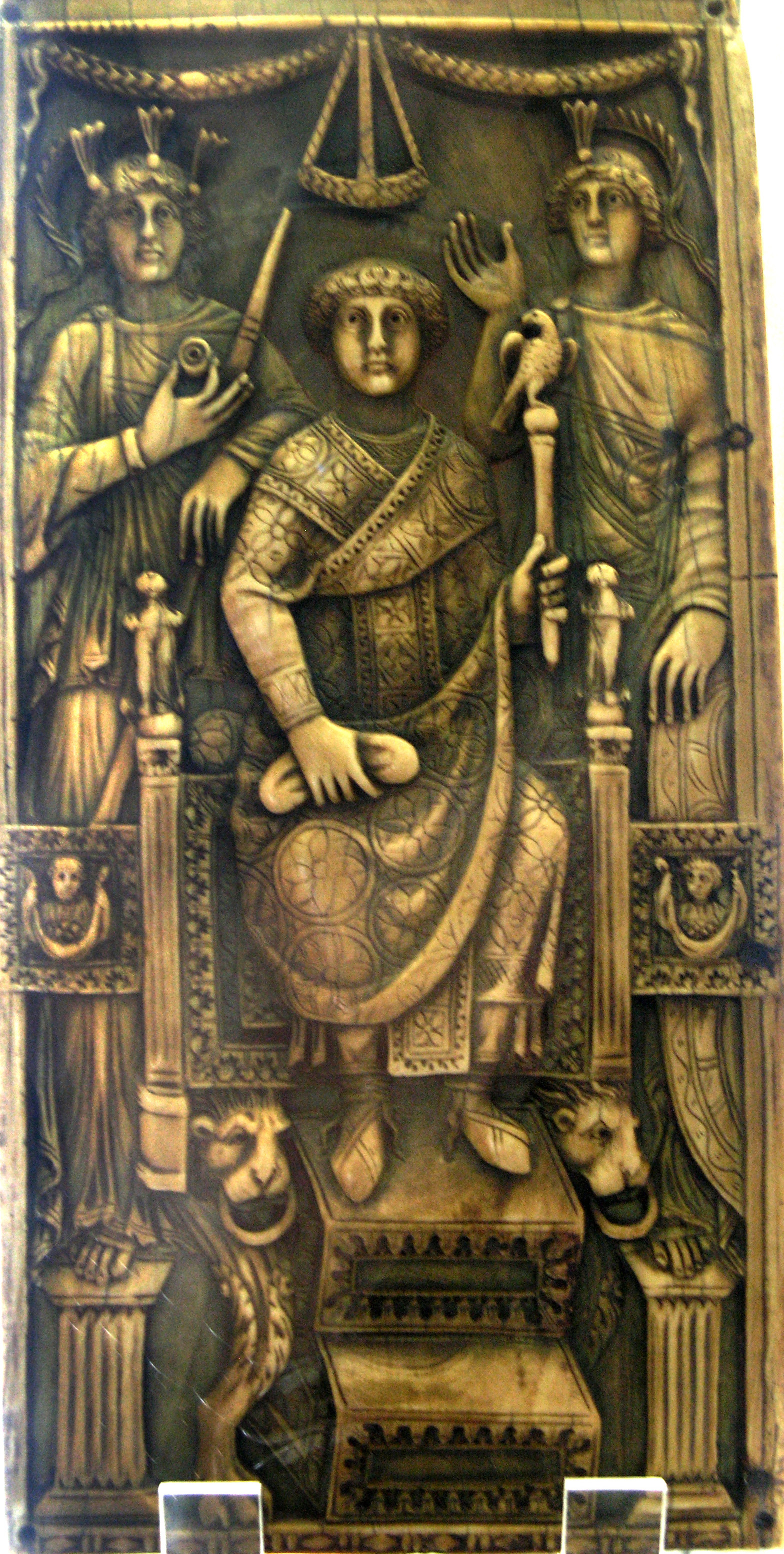
Диптих с изображением консула Магна (518 г.)